# Extinción ecológica
La extinción ecológica se define como "la reducción de una especie a un nivel tan bajo que, a pesar de que está todavía presente en una comunidad, ya no interacciona significativamente con otras especies."
La extinción ecológica se destaca porque es la ecología de la interacción de una especie que es importante para el trabajo de conservación. Se establece que "a no ser que la especie interactúe significativamente con otras especies en la comunidad (p. ej. por ser un importante depredador, competidor, simbionte, mutualista o presa) su pérdida puede resultar en un ajuste poco significativo a la abundancia y estructura de la población de otras especies."
Esta posición surge del modelo neutro de comunidades en el que se supone que hay poca o ninguna interacción entre especies a no ser que haya evidencia de lo contrario.
Estes, Duggins, y Rathburn (1989) reconocen otros dos tipos de extinción:
- La extinción global que es la desaparición completa de una especie.[1]
- La extinción local que está caracterizada por la desaparición de una especie de parte de su distribución natural.[1]

## Especies clave

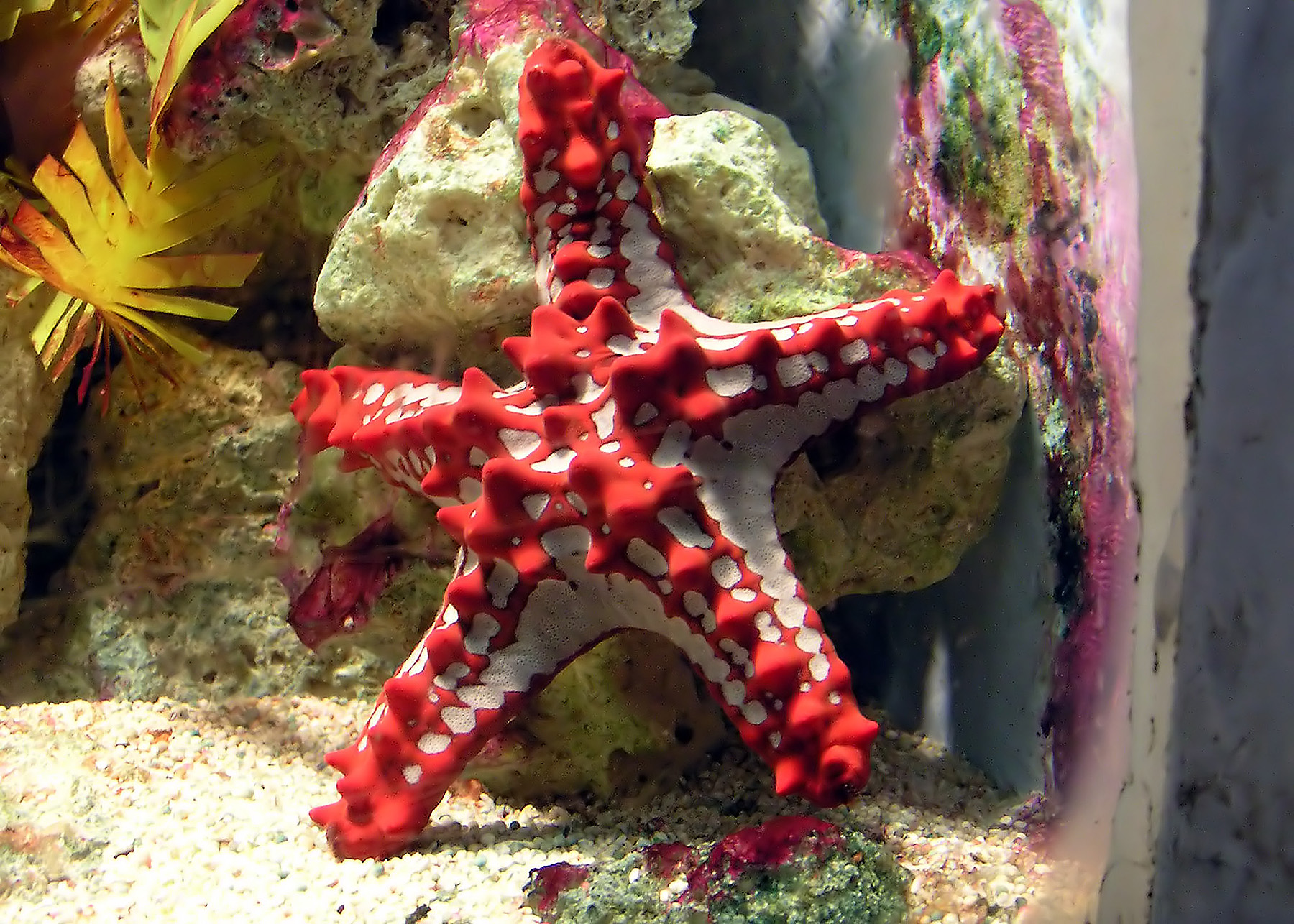
El concepto de especie clave fue establecido por Paine luego de estudiar la estrella de mar.

Robert Paine (1969) propuso el concepto de una especie clave mientras estudiaba los efectos de la estrella de mar Pisaster ochraceus como depredadora de gastrópodos herbívoros como el caracol turbante (Tegula funebralis)  Este estudio se llevó a cabo en el hábitat pedregoso intermareal de la costa del estado de Washington, en Estados Unidos. Paine estuvo extrayendo semanalmente durante dos años todos los Pisaster de parcelas de 8 x 10 metros mientras medía en respuesta la población de los caracoles.  Encontró que al sacar el depredador superior, en este caso el Pisaster, de las parcelas de tratamiento el número de caracoles disminuía.  Paine definió el concepto de especie clave como una especie que tiene un efecto desproporcionado en la estructura comunitaria de un entorno en relación con su biomasa total. El efecto de las especies clave es la base para el concepto de extinción ecológica.

## Ejemplos

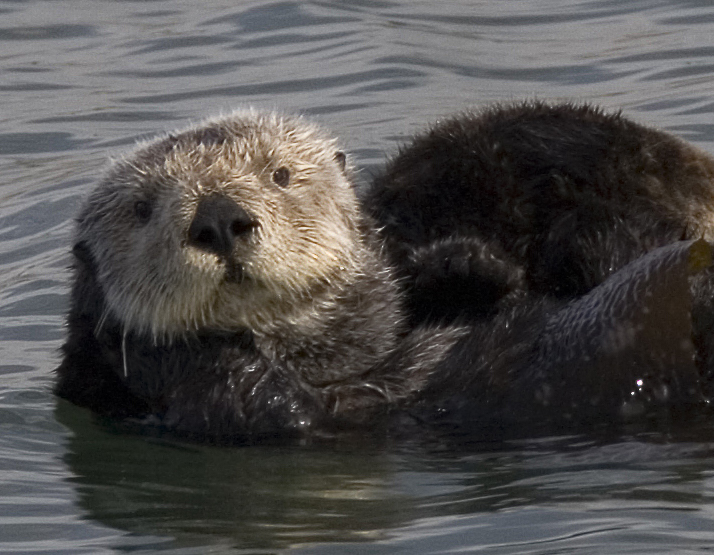
Las nutrias marinas mantienen la biodiversidad global de la comunidad del bosque de kelp.

- Estes et al. (1978) evaluaron el papel potencial de la nutria marina como el depredador clave en las comunidades de algas bosques de kelp cercanos a la costa norte del Pacífico. Midieron el efecto de la presencia de las nutrias marinas sobre las poblaciones de invertebrados epibentónicos (específicamente los erizos de mar), y a su vez reafirmaron la asociación de la vegetación con el pastoreo intensivo.[3] Estes y sus colegas encontraron que las diferentes estructuras y densidades de tamaño de erizos de mar están correlacionadas con la presencia de poblaciones de nutria de mar, dado que los erizos de mar son la presa principal de este depredador clave, las nutrias de mar fueron muy probablemente el principal determinante de las diferencias en las poblaciones de erizos de mar. Con altas densidades de nutrias marinas la disponibilidad de algas es muy limitada, y esto hace que la competencia entre las especies de algas sea el principal determinante de la supervivencia. Sin embargo, cuando las nutrias marinas están ausentes, la población de los erizos de mar se intensifica en gran medida al punto de destruir la comunidad boscosa de algas. Esta pérdida de heterogeneidad produce una pérdida de hábitat para los peces y las poblaciones de águilas que dependen del entorno de bosque de algas ricamente productivo. La sobreexplotación de pieles de nutria marina ha restringido severamente su anteriormente amplio hábitat, y sólo ahora los científicos están empezando a entender las implicaciones de estas extinciones locales. El trabajo de conservación debe centrarse en encontrar el umbral efectivo de densidad de poblaciones de nutria para luego repoblarlas artificialmente a tal punto que su población produzca el efecto benéfico en las poblaciones de algas marinas.[3]

- La langosta roja de California (Panulirus interruptus) es otro ejemplo de un depredador clave que desempeña un importante papel en mantener la diversidad de especies en su hábitat. Robles (1987) demostró experimentalmente que la exclusión de esta langosta del hábitat zona intermareal llevó a la dominancia competitiva de los mejillones Mytilus edulis y M. californianus. Estos resultados ilustran otro ejemplo de la reducción de la diversidad de especies como consecuencia de la pérdida del depredador clave. Lamentablemente, en este caso la situación ha pasado el umbral de extinción ecológica debido a la pesca excesiva.[4]

- Jackson et al. (2001) analizaron la perspectiva histórica en el caso de la extinción ecológica producida por la pesca excesiva de ostras en la bahía de Chesapeake. La cosecha comercial de ostras no había afectado al ecosistema de la bahía hasta que se empezaron a usar dragas mecánicas en la década de 1870. Hoy en día la bahía sufre de eutrofización debida a la proliferación de algas; el resultado es una hipoxia ambiental de las aguas. Las proliferaciones de algas pueden excluir por competencia a otras especies, incluyendo fauna que antes florecía como delfines, sirenios, nutrias de río, tortugas marinas, cocodrilos, tiburones y rayas. Es un ejemplo de pérdida de diversidad que comienza al tope de una cadena trófica.[5]

## Efecto de especies invasoras
- Novaro et al. (2000) calcularon el potencial de extinción ecológica de guanacos (Lama guanicoe) y ñandúes petizos (Pterocnemia pennata) como presas de los carnívoros nativos en la Patagonia argentina. Estas especies nativas están siendo reemplazadas por especies introducidas como el conejo europeo, el ciervo rojo y el ganado doméstico; al daño cumulativo de este incremento de herbivoría por especies introducidas también ha servido para acelerar la destrucción de los hábitats pampeanos ya en decadencia. Este es el primer estudio que toma en cuenta un gran número de especies de diversos depredadores, desde zorrinos a pumas; así como también se condujo una encuesta en áreas no protegidas que representan la mayor parte del sur de Sudamérica. Novaro y sus colegas encontraron que un conjunto entero de depredadores nativos depende principalmente de especies introducidas como presas. También sugirieron que el guanaco y ñandú ya han pasado el umbral de densidad de población efectiva como especies presas y que por lo tanto están ecológicamente extintos. Es posible que los nichos de las especies introducidas como herbívoros se asemejan mucho a los nativos y así la competencia resultó la principal causa  de la extinción ecológica. El impacto de la introducción de nuevos competidores, como el ciervo rojo y el conejo, también sirvió para alterar la vegetación del hábitat, lo cual a su vez intensificó los efectos de la competencia. Los guanacos y ñandúes están listados como de bajo riesgo de extinción, pero esto no tiene en cuenta que en la Patagonia argentina están funcionalmente extintos. Novaro y colegas sugieren que "esta pérdida puede tener profundos efectos en las interacciones planta-animal, la dinámica de nutrientes, ..."[6] Este es un ejemplo claro de como la política de conservación presente ha fracasado en proteger a las especies en cuestión debido a la falta de una definición funcional de extinción.[6]

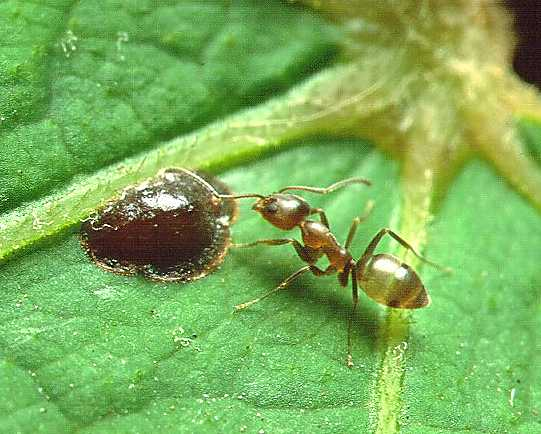
la hormiga colorada de Argentina altera los mutualismos de dispersión de semillas

- Los mecanismos de dispersión de semillas juegan un papel importante en la regeneración y continuidad de la estructura de una comunidad. Un estudio reciente de Christian (2001) demostró un cambio en la composición de una comunidad de matorrales o arbustales en Sudáfrica como consecuencia de la invasión de la hormiga colorada argentina (Linepithema humile). Las hormigas nativas dispersan hasta 30% de la flora en los arbustales y son de importancia vital para la supervivencia de las plantas de los fynbos porque entierran las semillas, a salvo de depredadores e incendios. También es esencial que las semillas sean enterradas porque casi todas las semillas germinan después de la estación de incendios. El autor encontró que la colección post-incendio de flora de semillas grandes estaba desproporcionadamente reducida en lugares invadidos por la hormiga argentina. Esta disminución de las plantas de semilla grande llevará eventualmente a un aumento de flora de semillas pequeñas en los hábitats invadidos. Las consecuencias de este cambio en la estructura de la comunidad ilustra la lucha por la dispersión de semillas que puede ocurrir en otros lugares del mundo.[7]